# Lamborghini
Automobili Lamborghini S.p.A. è un'azienda italiana produttrice di automobili, fondata il 7 maggio 1963 da Ferruccio Lamborghini, già fondatore della Lamborghini Trattori. La sede e l'unico stabilimento produttivo sono da sempre situati a Sant'Agata Bolognese, dove lavorano oltre 1.900 dipendenti. L'azienda, a partire dal 1998, è interamente posseduta dalla tedesca Volkswagen.

## Storia

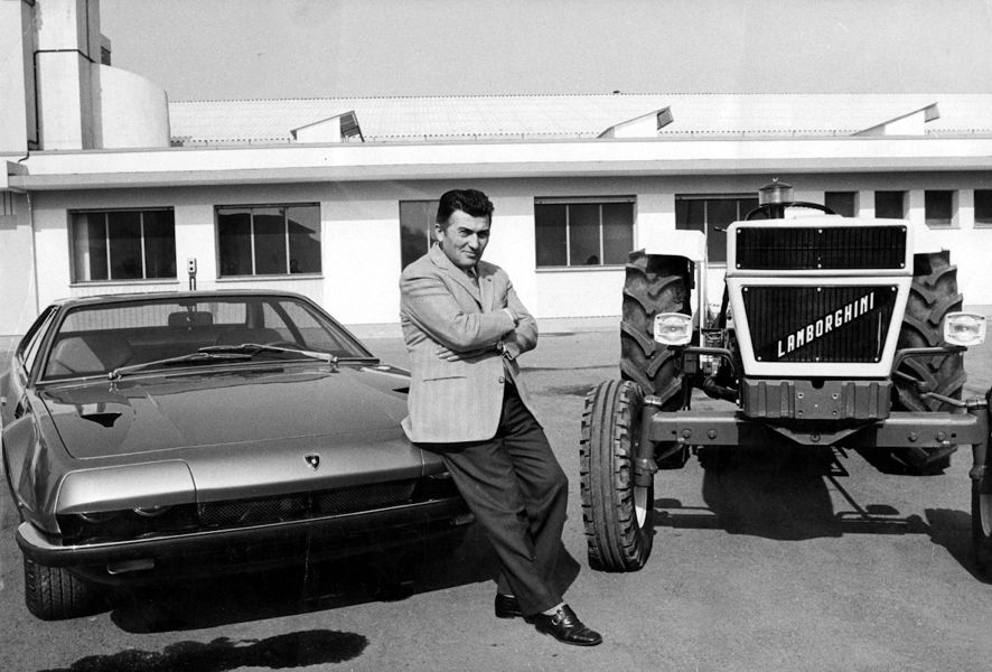
Ferruccio Lamborghini fra una Jarama e un trattore agricolo

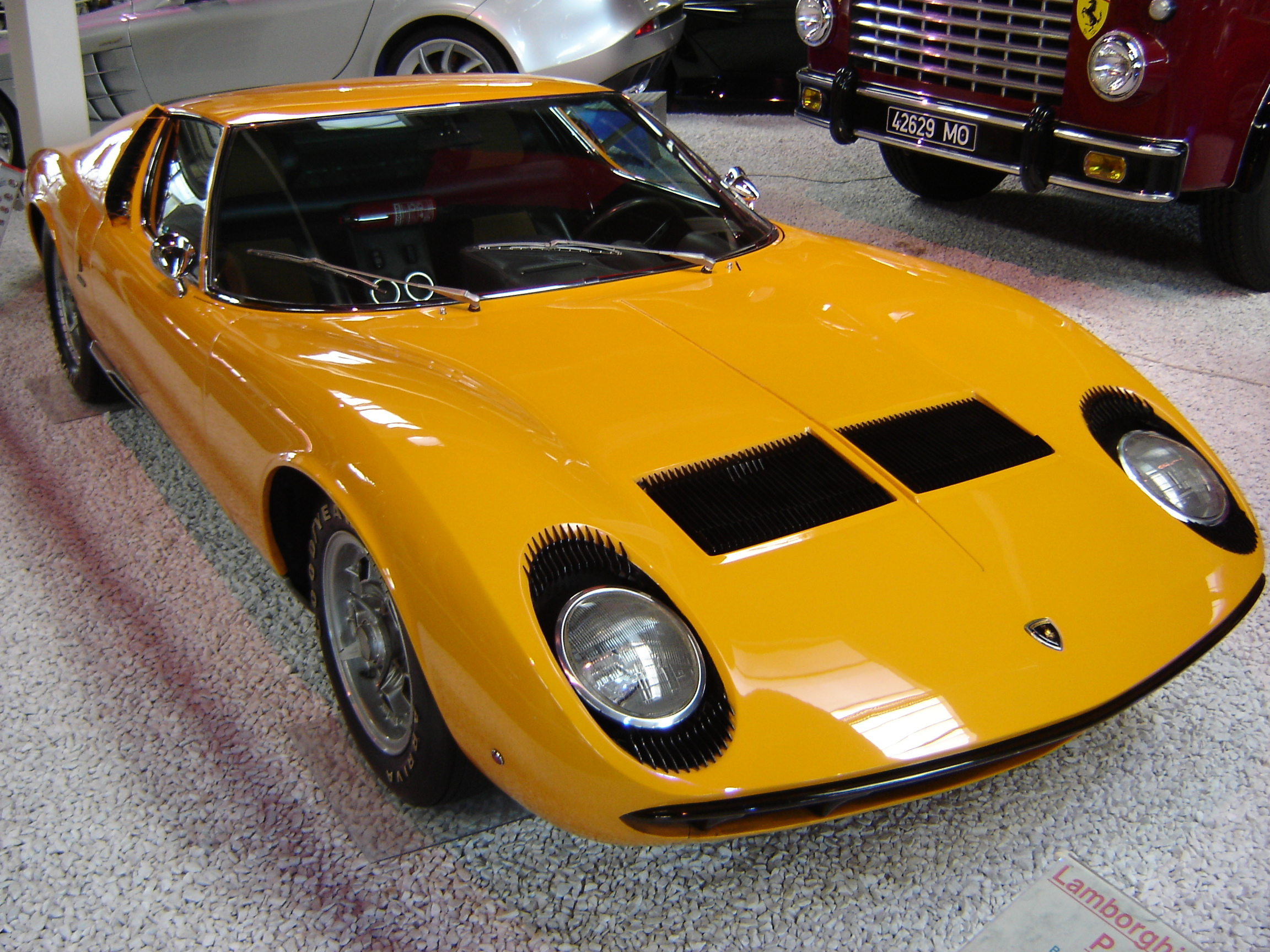
La Miura, primo grande successo della Lamborghini

Benché sia prosaicamente frutto di un progetto imprenditoriale iniziato tempo prima, la fondazione della Lamborghini viene tradizionalmente ricondotta ad una lite, realmente accaduta, fra Enzo Ferrari e Ferruccio Lamborghini. Quest'ultimo, già affermato industriale che costruiva trattori, caldaie e condizionatori, possedeva una Ferrari 250 GT della quale non era pienamente soddisfatto. Si rivolse al Commendatore in persona per lamentare il cattivo funzionamento della trasmissione e dispensargli consigli, ma Ferrari, orgogliosamente stizzito che il cliente volesse insegnargli il mestiere, gli disse: "Che vuol saperne di auto lei che guida trattori?" Per tutta risposta Lamborghini decise di avviare in proprio la costruzione di un'automobile che fosse "perfetta anche se non particolarmente rivoluzionaria". La Lamborghini automobili fu fondata il 7 maggio 1963 e aveva sede in uno stabilimento appositamente costruito a Sant'Agata Bolognese. Il titolare, che disponeva di ingenti risorse finanziarie, si circondò immediatamente di ingegneri e tecnici molto capaci: Giotto Bizzarrini progettò il motore, Gian Paolo Dallara e Paolo Stanzani il telaio, e Franco Scaglione disegnò la linea. La 350 GTV non riscosse molto successo a causa dello stile troppo avveniristico e rimase un esemplare unico. Il progetto venne quindi affidato alla carrozzeria milanese Touring che, pur rispettando le quote caratteristiche iniziali, creò un disegno più classico e sobrio. La nuova auto, chiamata 350 GT, era una granturismo a due posti veloce ed elegante (secondo i canoni dettati da Ferruccio) e fu la prima auto costruita in serie dalla Lamborghini. Ebbe un discreto successo di vendite e fu seguita dalla 400 GT (che giovò di un aumento di cilindrata) e dalla 400 GT 2+2, entrambe presentate nel 1966.

### 1965-1972: Un rapido successo

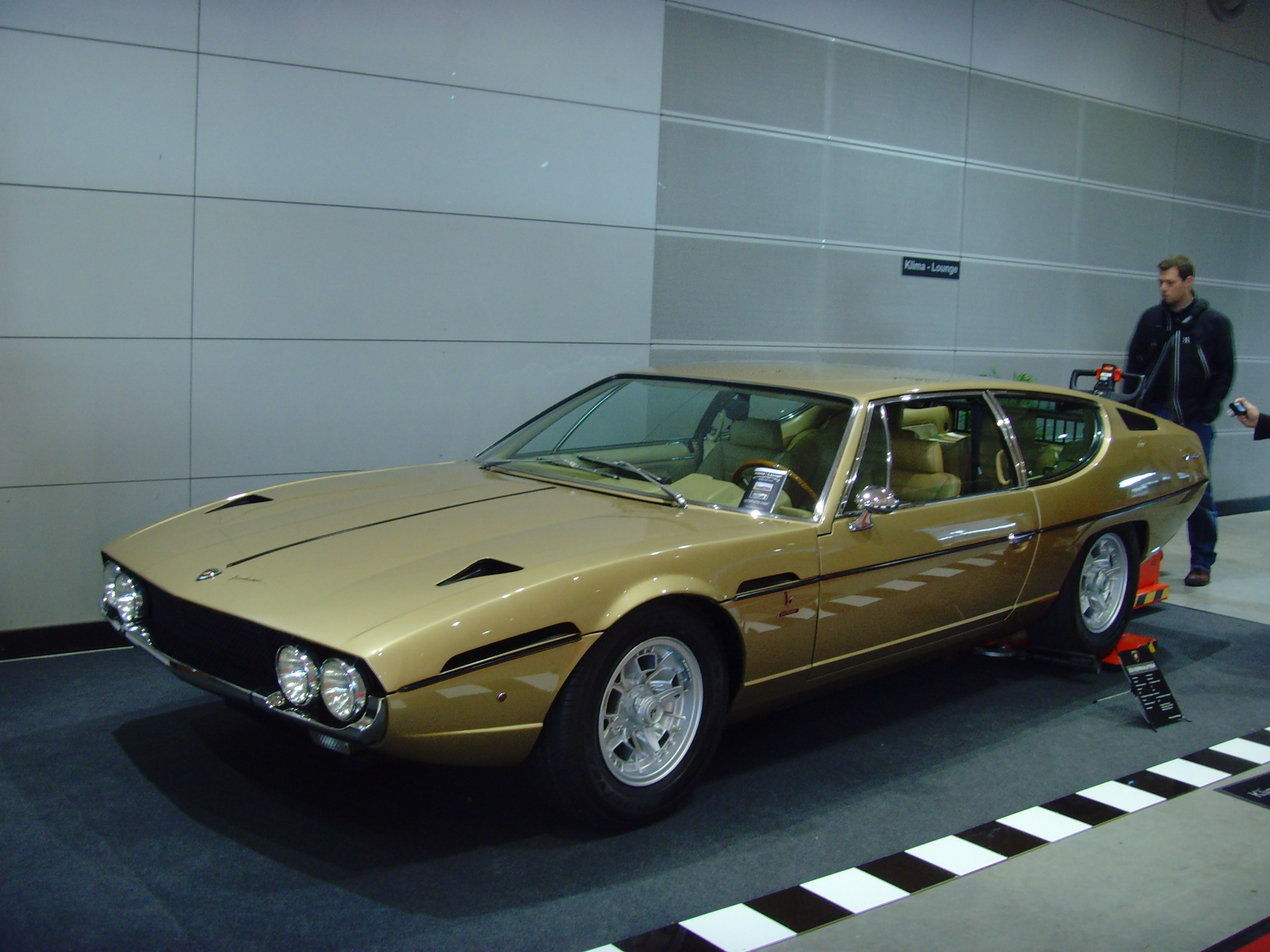
La quattro posti Espada

Nel frattempo Dallara e Stanzani (Bizzarrini aveva lasciato l'azienda dopo poco per contrasti con il titolare) svilupparono un progetto parallelo che vide la luce proprio quello stesso anno: la Miura. Questa esuberante automobile a motore posteriore (fra le prime al mondo) era paradossalmente l'esatto contrario di ciò che Lamborghini aveva chiesto ai suoi progettisti: stupefacente, ma tutto fuorché esente da difetti. Ebbe un successo straordinario, sia di critica che di vendite, tanto che, nelle sue varianti, rimase in produzione fino al 1973. La Miura fu anche l'auto che inaugurò il lungo sodalizio con lo stilista Bertone (e in particolar modo con il suo designer, Marcello Gandini), cui la Lamborghini si affidò dopo la chiusura della Touring. Un ruolo rilevante ebbe anche il neozelandese Bob Wallace, il cui contributo si rivelerà decisivo nello sviluppo di alcuni dei modelli più rappresentativi della casa. Wallace era entrato subito alla Lamborghini come assistente alla produzione ma divenne ben presto collaudatore capo e responsabile dello sviluppo su strada. La casa infatti non ha mai avuto un circuito di prova e i test si sono sempre svolti sulle strade pubbliche.
Intanto, la linea di automobili di gusto classico della Lamborghini continuò e nello stesso anno, il 1968, furono presentate sia la sostituta della 400 GT, la Islero (che ne ammodernava le linee ma ne seguiva l'impostazione generale) che la Espada, una grande coupé sportiva a quattro comodi posti la cui filosofia era già stata prefigurata dal prototipo Marzal. Dopo pochi anni dalla fondazione la Lamborghini poteva già contare su un'intera gamma di automobili sportive (anche se praticamente era disponibile un solo motore), ma la sorte dell'azienda era per lo più nelle mani della Miura che monopolizzava le vendite: nel '68 ne vennero vendute 187, contro appena 37 Espada e pochissime Islero. Il 1969 vide l'abbandono di Dallara, trasferitosi alla DeTomaso per dedicarsi alle auto da competizione.
Mentre le vendite della Espada miglioravano e quelle della Miura prosperavano, nel 1970 la deludente Islero fu sostituita con la Jarama, un'altra coupé 2+2 che con la sua spigolosa linea fastback cambiava completamente registro rispetto alla sua antesignana. Sempre nel 1970 venne anche presentata la Urraco, che montava posteriormente un motore V8 di soli 2,5 litri di cilindrata (il primo motore nuovo dopo il V12 che, nelle sue varie evoluzioni, aveva fino ad allora equipaggiato tutte le Lamborghini). La Urraco rappresentò il tentativo di espandersi verso un'area di mercato meno esclusiva e di aumentare così le modeste quote produttive consentite da auto così costose. L'anno successivo venne presentata la vettura destinata a sostituire la Miura: si chiamava Countach e la sua linea, ancor più estrema e radicale, era anch'essa opera di Gandini. La Countach però, complice anche il protrarsi dei risultati soddisfacenti della Miura, non entrò in commercio prima del '74. Fu la prima Lamborghini costruita senza il suo fondatore.

### 1972-1980: gli svizzeri e la crisi

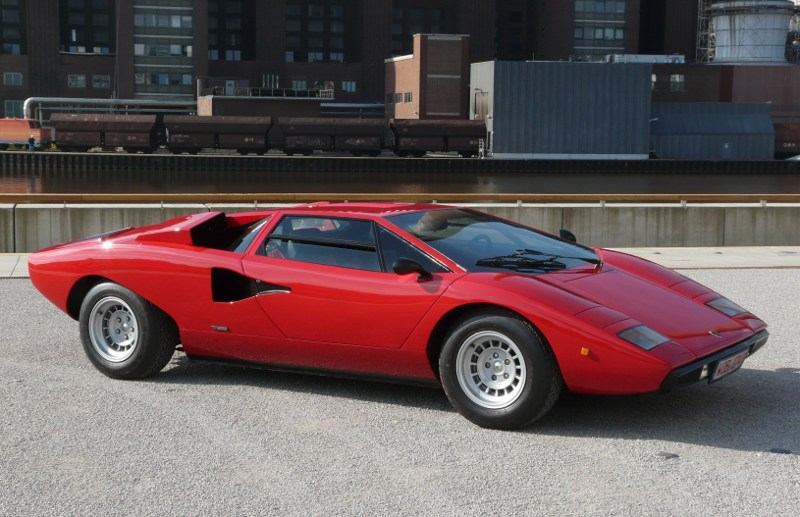
La Countach LP400 del 1974

Ferruccio Lamborghini abbandonò improvvisamente la sua azienda nel 1972, cedendo la maggioranza delle azioni all'imprenditore svizzero Georges-Henri Rossetti, per poi vendere il restante pacchetto a René Leimer nel 1973. La ragione di una decisione così inattesa era la necessità di reperire fondi per la fabbrica di trattori in difficoltà, ma fu probabilmente da ricercarsi anche nel malumore che Lamborghini provava nei confronti delle agitazioni sindacali che già da tempo erano diffuse in gran parte delle fabbriche italiane. Tali rivendicazioni, oltre a rallentare la produzione e a ripercuotersi sulla qualità dei prodotti, avevano plausibilmente minato l'entusiasmo imprenditoriale di Lamborghini. Nel giro di pochi anni infatti egli cedette anche le altre sue attività e si ritirò a vita privata.
Il cambio di gestione corrispose alle prime serie difficoltà economiche, determinate da una somma di cause: l'uscita di scena della Miura quando la Countach non era pronta, la crisi petrolifera del 1973 che ostacolò profondamente le automobili sportive e infine la proprietà svizzera che era spesso assente e poco risoluta. La gestione dell'azienda era affidata ad Ubaldo Sgarzi quale direttore commerciale. La scarsità di fondi causò il mancato finanziamento di progetti interessanti come la Bravo che avrebbero potuto rilanciare le vendite. Così nel '74 anche Stanzani e Wallace lasciarono la Lamborghini. Seguirono anni difficili, con una gamma ormai obsoleta e scarsamente sviluppata e la sola apprezzatissima Countach a sostenere economicamente le sorti della fabbrica. Solo nel 1976 venne introdotta la prima convertibile di serie della Lamborghini, la Silhouette, che adottava la meccanica della Urraco.
A risollevare le sorti dell'azienda sembrò arrivare un vantaggioso accordo per costruire 800 esemplari della coupé sportiva M1 (equivalenti a oltre 3 anni della normale produzione) per conto della BMW, che avrebbe fornito i motori, ma l'azienda bolognese in grave deficit non fu in grado di rispettare le consegne e l'intesa venne rescissa. Poco dopo un altro progetto di importanti dimensioni, per quanto poco affine ai cromosomi del marchio, fu proposto alla Lamborghini: un fuoristrada destinato all'esercito americano. Sfortunatamente anche questa opzione sfumò poiché il prototipo Lamborghini, il Cheetah, fu scartato in favore del suo concorrente: l'Humvee. La perdita della commessa fu un altro duro colpo per le finanze della casa, sempre più a corto di liquidità e ormai sull'orlo della bancarotta. Sembrò esserci un interesse di Walter Wolf, miliardario canadese che aveva contribuito allo sviluppo della Countach, ma non si concretizzò. Nell'agosto del 1978 il tribunale di Bologna pose l'azienda in amministrazione controllata per evitarne il fallimento.
Nel 1979, al fine di alleviare la cassa integrazione, l'azienda siglò un contratto con la FIAT per montare l'allestimento interno di 5000 "127 Rustica", prodotte in Brasile e destinate al mercato europeo. L'accordo causò un'aspra vertenza sindacale, volta a bloccare le produzioni estere della FIAT, coinvolgendo anche la FULP (Federazione unitaria lavoratori portuali) che impedì al cargo Dora Baltea della Grimaldi di scaricare le autovetture nel porto di Livorno. La FIAT fu costretta a dirottare la nave nel porto di Marsiglia per sbarcare il carico.

### 1981-1987: i fratelli Mimran

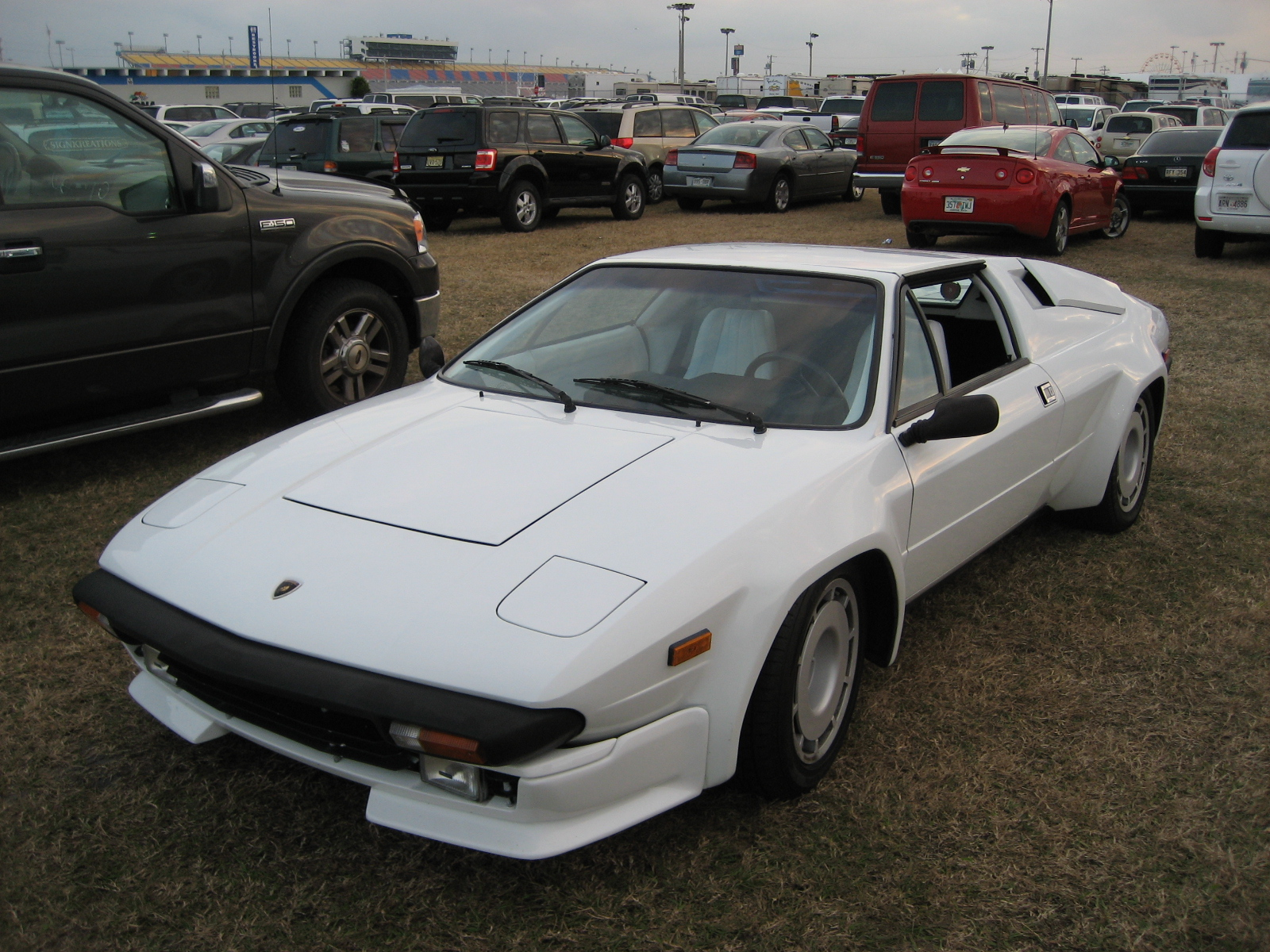
Una Jalpa P350 GTS

Non trovandosi un acquirente, il 28 febbraio 1980 la Lamborghini venne messa in liquidazione. Per rilevarla pervenne anche una proposta ufficiosa di 3,5 miliardi di lire dal suo fondatore, Ferruccio Lamborghini, ma il tribunale di Bologna accettò l'offerta di 3,85 miliardi dei fratelli francesi Patrick e Jean-Claude Mimran, giovanissimi imprenditori dello zucchero. Il 23 maggio 1981 fu formalizzata la cessione dell'attività che assunse il nome di “Nuova Automobili Lamborghini”. Il rinnovamento fu importante. L'attività della fabbrica riprese a pieno ritmo con l'arrivo dei capitali necessari. Emil Novaro fu nominato amministratore e Giulio Alfieri direttore tecnico. Sgarzi fu mantenuto alla direzione commerciale.
Ricominciò il lavoro di sviluppo sulla sempre richiestissima Countach, che non sembrava sentire il peso degli anni. La Silhouette fu sostituita con la sua evoluzione, la Jalpa. Per non sprecare l'esperienza fatta con la Cheetah si decise di sviluppare lo LM002, un fuoristrada a uso civile derivato da quel progetto. Ma l'innovazione maggiore dei primi anni '80 fu la riprogettazione e l'adozione delle quattro valvole per cilindro sul motore a 12 cilindri che, aggiornamenti e aumenti di cilindrata a parte, era ancora quello disegnato da Bizzarrini vent'anni prima.
Alfieri disegnò anche un motore marino da sette litri che ottenne grandi successi nelle competizioni nautiche.
Nel 1986 fu prodotta una motocicletta in sei esemplari, ma il progetto iniziale prevedeva la produzione di 50 moto.
Nell'’85 Alfieri fu sostituito dal suo vice Luigi Marmiroli, che nel 1987, in un reparto appositamente allestito nel quale lavorava anche un giovanissimo Horacio Pagani, costruì il prototipo Countach Evoluzione, prima esperienza di rilievo della Lamborghini nel campo dei materiali compositi. La gamma, comprendente Countach, LM002 e Jalpa, si era ritagliata buone quote di mercato e l'azienda godeva di ottima salute.

### 1987-1994: l'era Chrysler

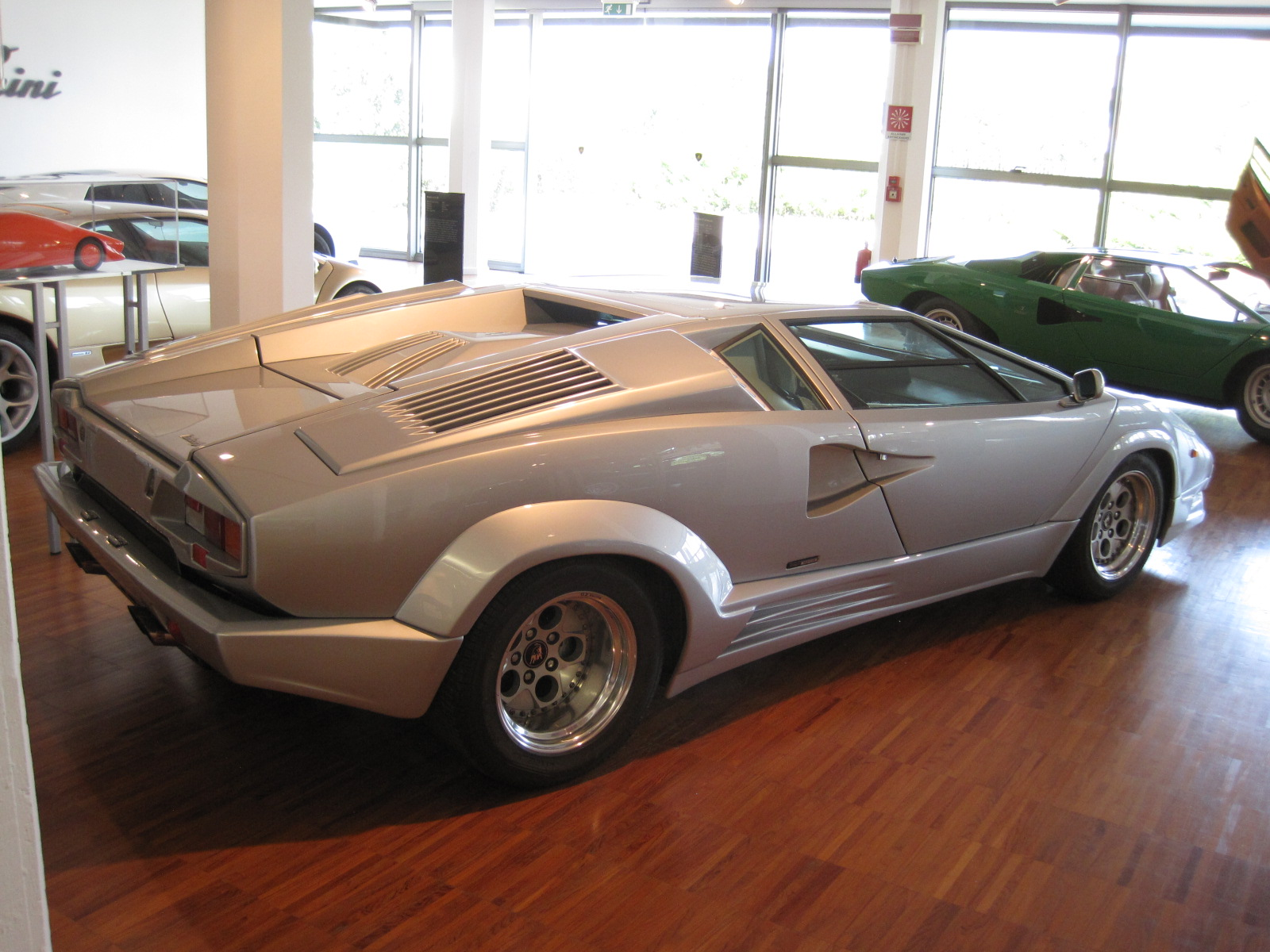
La Countach 25°Anniversary

Poi, senza preavviso, nell'aprile del 1987 i fratelli Mimran vendettero la Lamborghini al colosso statunitense Chrysler. Il cambio di gestione fu improvviso quanto quello che coinvolse il fondatore e il duo Rossetti/Leimer e altrettanto inspiegabile, visti i risultati raggiunti dai fratelli francesi. La notizia fu inizialmente accolta con entusiasmo e diede ulteriore impulso all'azienda, ma ben presto ci si rese conto che c'erano notevoli problemi a far combaciare le filosofie aziendali dei due marchi. Il primo risultato della collaborazione fu infatti la Portofino, una grande berlina quattro porte interamente progettata negli Stati Uniti e che della Lamborghini aveva solo telaio e motore (derivati dalla Jalpa) e il toro stampato sul cofano, ma incorniciato dal pentagono della Chrysler anziché dal canonico scudetto. La Chrysler scartò il progetto P140 che avrebbe dovuto sostituire la Jalpa (e che avrebbe dovuto portare al debutto il nuovo V10 progettato da Marmiroli). Bocciata fu anche la Genesis proposta da Bertone, una monovolume ad altissime prestazioni troppo in anticipo sui tempi.
La dirigenza americana fece proseguire invece il programma per dare un erede alla Countach che, benché ancora attuale, ormai era sul mercato da quasi quindici anni, ma fece anche trasferire gli studi tecnici e di stile oltreoceano, cosa che rallentò sensibilmente i lavori. La nuova vettura avrebbe dovuto essere pronta per l'anniversario della fondazione e invece la ricorrenza fu festeggiata con un'altra variazione della Countach, battezzata appunto 25° Anniversary. Invece di deludere i clienti, la coupé si rivelò ancora vincente: 658 esemplari in soli due anni ne fecero la versione di maggior successo di un'auto rimasta sul mercato per ben diciassette anni. 

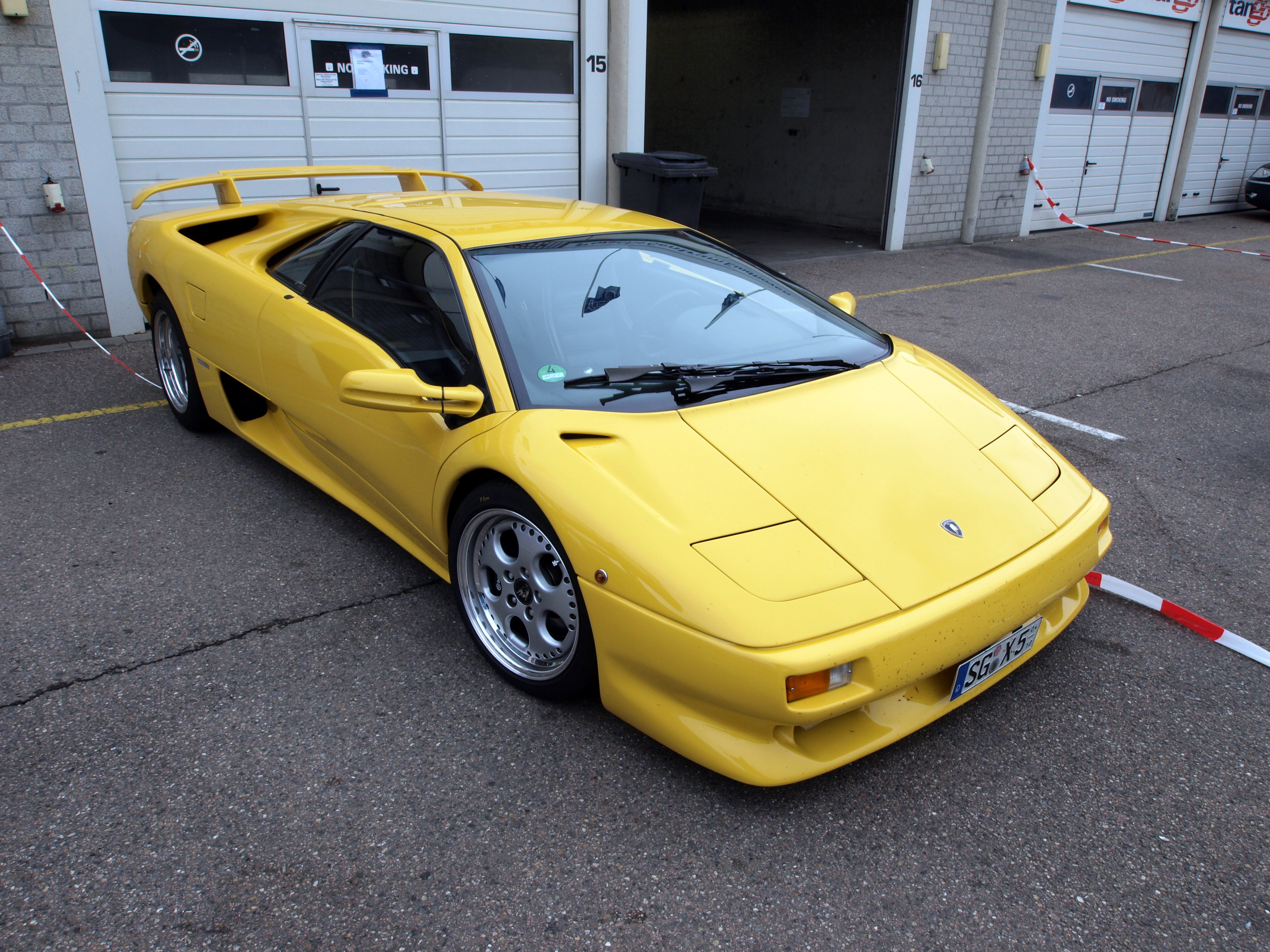
La Lamborghini Diablo VT

La Diablo progettata da Marmiroli e disegnata ancora da Gandini (che non lavorava più per Bertone) fu finalmente presentata nel 1990. Con la fine della produzione della LM002 nel '92, la Diablo rimase l'unico modello nel listino Lamborghini e fu affiancata nel 1993 dalla versione VT (la prima supercar Lamborghini a trazione integrale).

### 1994-1998: proprietà indonesiana
Il 21 gennaio 1994 la Chrysler annunciò inaspettatamente la cessione dell'azienda per 40 milioni di dollari e Lamborghini cambiò proprietario per la quarta volta. L'acquirente era la Megatech, una società con sede legale alle isole Bermuda estranea all'industria automobilistica. La Megatech era una divisione di Sedtco Ltd, gruppo indonesiano amministrato da Setiawan Djody, popolare cantante e uomo d'affari, e da Tommy Suharto, figlio dell'allora presidente dell'arcipelago asiatico. Sgarzi rassegnò le dimissioni dopo quasi trent'anni. Il presidente Tim Adams (l'ultimo avvicendatosi nell'era Chrysler) fu sostituito da Indrajit Sardjono prima e poi da Michael J. Kimberley, ex dirigente Jaguar e Lotus. I nuovi proprietari si dimostrarono aridi di investimenti e inesperti su come condurre una fabbrica di auto sportive. Il loro interesse si concentrò principalmente sul risanamento finanziario a scapito dell'implementazione del prodotto. Lo sviluppo si concentrò sull'unico modello disponibile, del quale vennero declinate numerose versioni, la più importante delle quali fu la Diablo Roadster nel 1995. Un'altra proposta per un'auto d'accesso con motore V10 arrivò dalla Italdesign di Giorgetto Giugiaro, la Calà, ma il progetto non fu avallato. I motori a dodici cilindri bolognesi furono impiegati sulle nuove auto della Vector Motors, della quale Djodi deteneva il 35%.

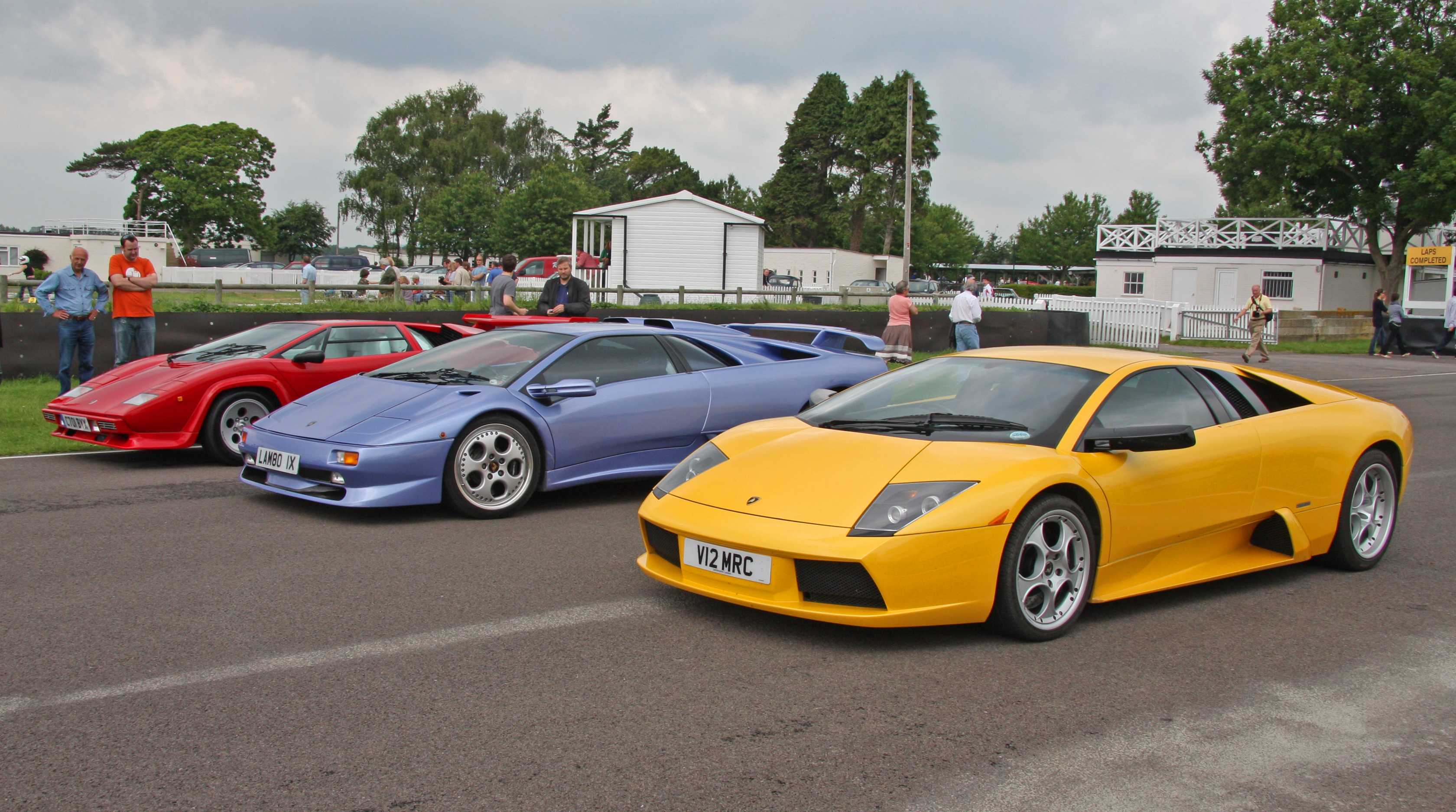
Da sinistra: Countach, Diablo e Murciélago

Nel 1995 la società venne ristrutturata all'interno del gruppo e la proprietà passò alla V'Power Corporation per il 60% e alla malese MyCom Bhd per il restante 40%. Intanto le vendite avevano subito una lenta ma costante flessione: se nel 1994 furono vendute 248 vetture, l'anno successivo furono quaranta in meno. Marmiroli e Munari si dimisero. Fu nominato un nuovo presidente, Vittorio Di Capua. Alla direzione tecnica fu assunto Massimo Ceccarani, che per accelerare i lavori decise di sviluppare la nuova auto sulla base meccanica della Diablo. Ma le contrapposizioni e la mancanza di sinergie fra la dirigenza indonesiana e la struttura italiana era tale che furono sviluppati due progetti differenti (con conseguente aumento dei costi) per progettare la nuova vettura. Entrambi furono scartati.

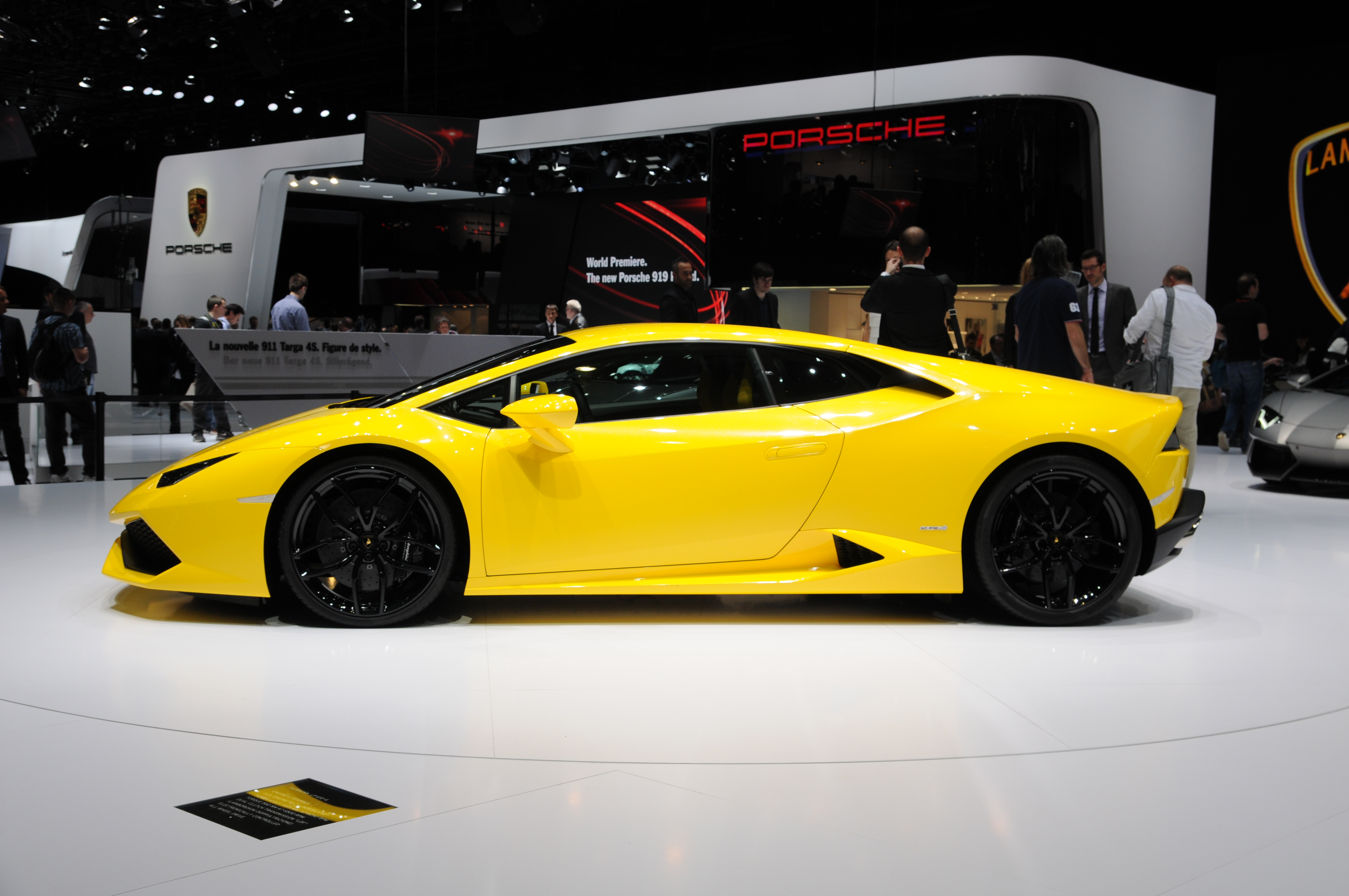
La Huracán, l'ultimo modello 10 cilindri presentato dalla Lamborghini

### 1998-oggi: Lamborghini con Audi
Nel 1998 la Lamborghini fu acquisita dall'Audi, costruttore di auto premium all'avanguardia capace di garantire alla casa bolognese un piano industriale adeguato; l'anno dopo, anche Di Capua si dimise e fu sostituito da Giuseppe Greco. Quest'ultimo, già durante i colloqui con il Presidente Audi ing. Paefgen prima d'essere assunto, prospettò alla nuova proprietà la necessità d'affiancare un secondo modello alla gamma Lamborghini, che permettesse di competere in una fascia di mercato più interessante dal punto di vista quantitativo. La nuova proposta Lamborghini avrebbe dovuto offrire qualcosa in più sotto il profilo della tecnica e delle prestazioni: quindi si individuò nel motore V10 l'elemento caratteristico principale del modello. Il nuovo piano prodotto prevedeva il completamento della fase di sviluppo dell'ammiraglia V12, che, ripartita da nuove basi all'arrivo della nuova proprietà, fu presentata al salone dell'auto di Francoforte nel 2001 con il nome Murciélago. Nel 2003 fu nominato presidente W. Mischke, ex direttore tecnico Audi, mentre Greco restava AD e Vice Presidente.. In quell'anno fu presentata la Gallardo, nuova “piccola” con motore V10. Prodotta fino al 2013 in oltre 35 versioni (coupé e spider, a due o quattro ruote motrici, con motori da 5 o 5,2 litri) e 14.022 esemplari, la Gallardo divenne la Lamborghini di maggior successo di sempre.
Nel 2004 Werner Mischke fu rimpiazzato da Stephan Winkelmann. Fin dalla definizione della Murciélago, ad eccezione della Gallardo (disegnata da Giugiaro), i disegni delle vetture vengono fatti internamente dalla Lamborghini Centro Stile, a capo della quale si sono alternati famosi designer internazionali: Luc Donckerwolke, Walter De Silva, Manfred Fitzgerald e Filippo Perini. Dal 2006 la produzione di serie è stata integrata con modelli esclusivi a tiratura limitata come la Reventón e la Veneno. Nel 2010 finì la produzione della Murciélago, rimpiazzata con la Aventador. Per festeggiare il cinquantenario della casa fu presentata la showcar monoposto Egoista. Nel 2013 infine uscì dalla catena di montaggio l'ultima Gallardo, sostituita con la Huracán.
Dal 15 marzo 2016 la carica di presidente e amministratore delegato è stata ricoperta da Stefano Domenicali, già direttore sportivo della scuderia Ferrari,, il quale ha poi lasciato la casa a partire da gennaio 2021 per assumere l'incarico di presidente e CEO del World Motorsport Council della FIA, titolare della Formula 1. A seguito della sua uscita, il 1º dicembre 2020 Stephan Winkelmann torna ad assumere i ruoli di presidente e amministratore delegato di Lamborghini Automobili.
In occasione del Motor Valley Fest 2023, a Modena, Lamborghini ha presentato la Revuelto, prima auto ibrida plug-in della casa.

## Il marchio

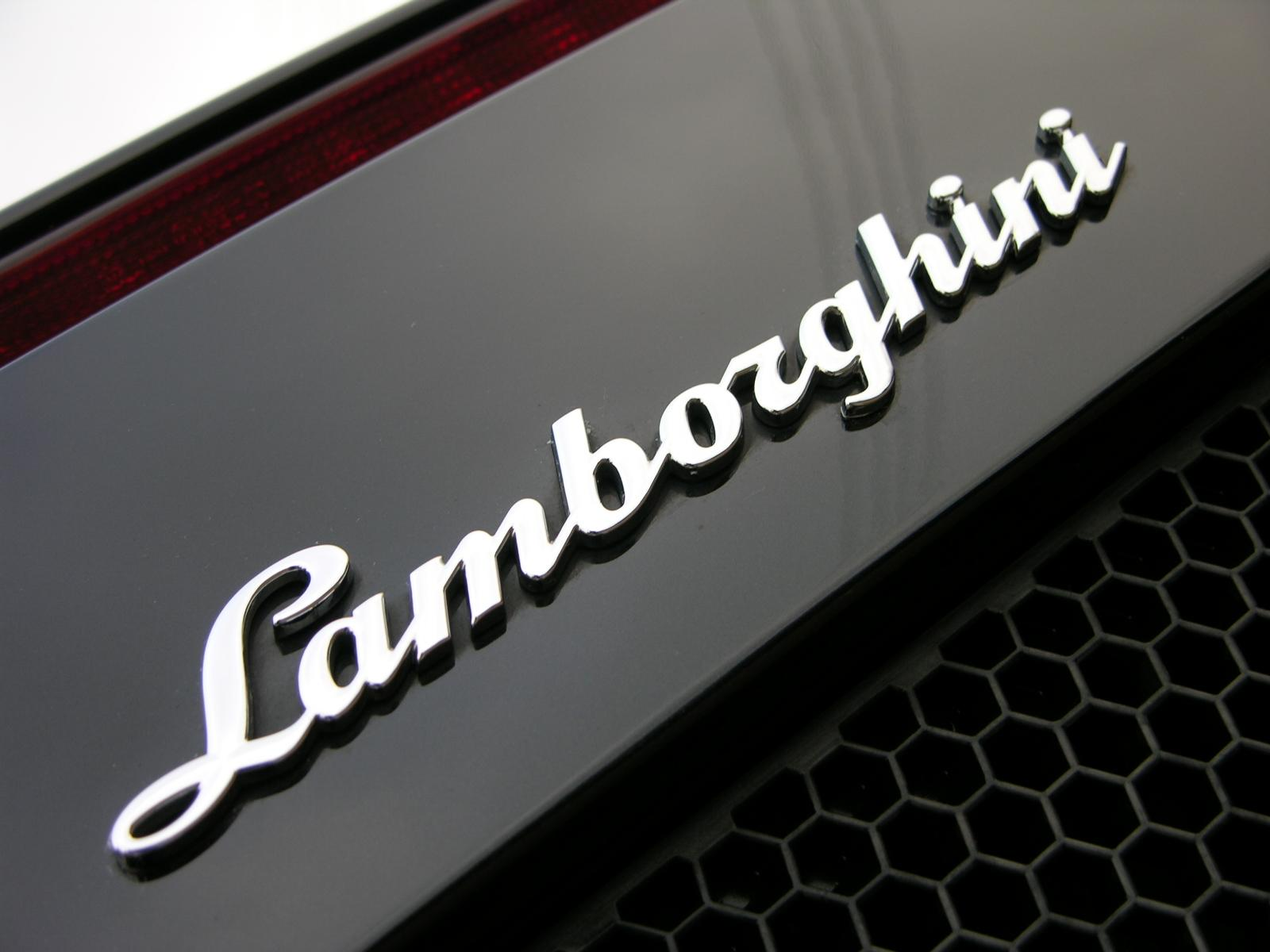
Il marchio Lamborghini sul retro di una Gallardo

Il toro alla carica incorniciato da uno scudetto fu scelto come emblema da Ferruccio Lamborghini poiché era il suo segno zodiacale. Dopo i primi modelli con denominazione alfanumerica in voga all'epoca, anche la nomenclatura delle auto si ispirò al mondo della tauromachia: il nome Miura venne preso dalla razza di tori da corrida di Don Eduardo Miura Fernandez, di cui Lamborghini visitò anche l'allevamento a Siviglia. Islero era il nome del toro (di razza Miura) che uccise il famoso torero Manolete nel 1947.

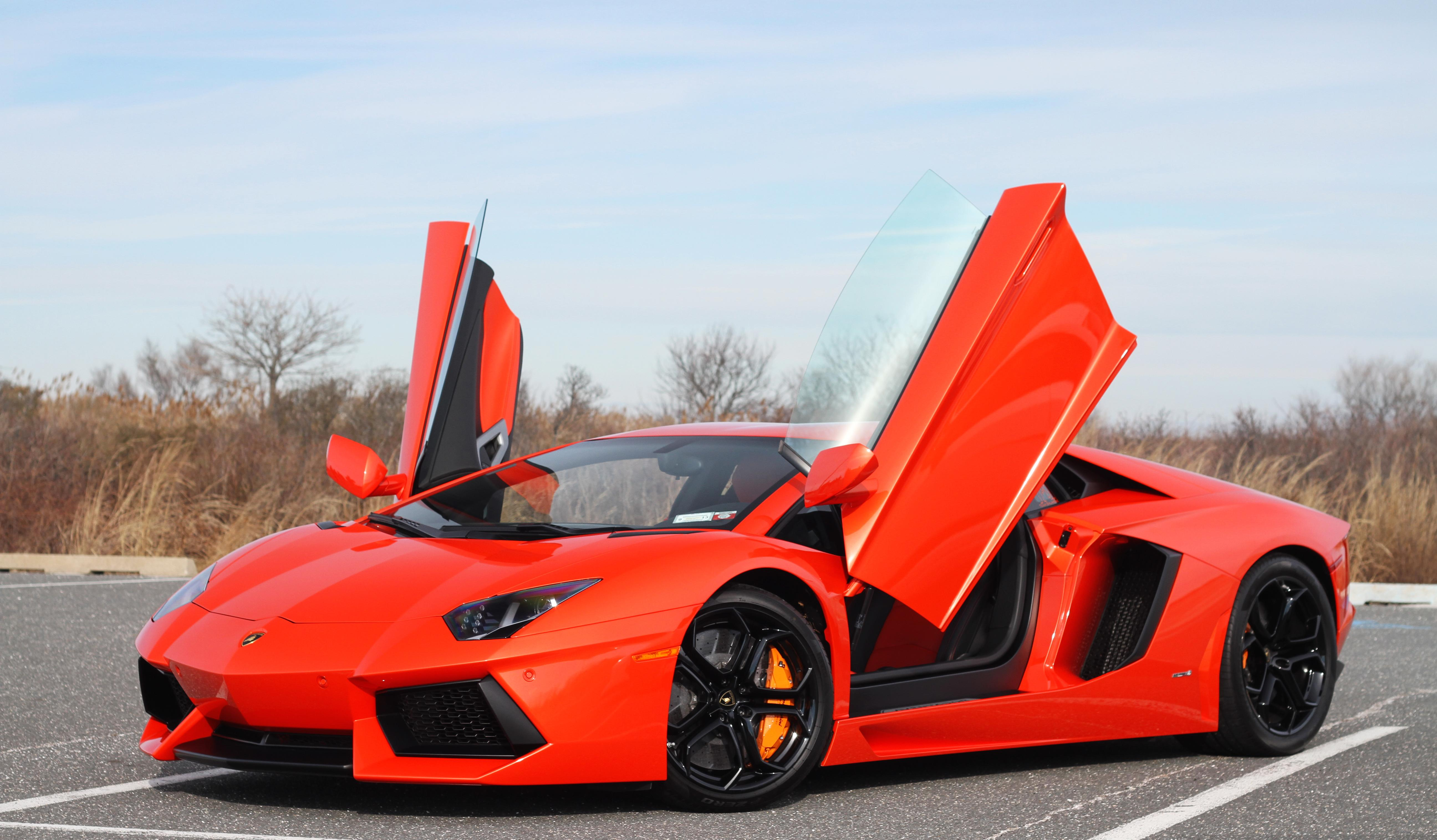
Le caratteristiche porte ideate da Gandini sulla Aventador

Espada è la traduzione spagnola di spada, l'arma usata per infliggere il colpo fatale ai tori. Jarama faceva riferimento alla storica regione spagnola in cui la tauromachia era particolarmente diffusa. Anche l'Urraco era una prestigiosa razza taurina. Diablo era il nome del feroce animale del duca di Veragua che affrontò un'epica corrida con "El Chicorro" a Madrid nel 1869. Murciélago era il leggendario toro la cui vita fu risparmiata da "El Lagartijo" nel 1879; Gallardo prende il nome da una delle cinque caste ancestrali delle razze da corrida spagnole. Reventón, il toro che ha sconfitto il giovane torero messicano Félix Guzmán nel 1943. Estoque, è ispirato dall'estoc (stocco), la spada usata tradizionalmente dai matador. Aventador, infine, era il nome del toro che nel 1993 a Saragozza vinse il Trofeo de la Peña La Madroñera, per "l'incredibile coraggio nel corso del combattimento".

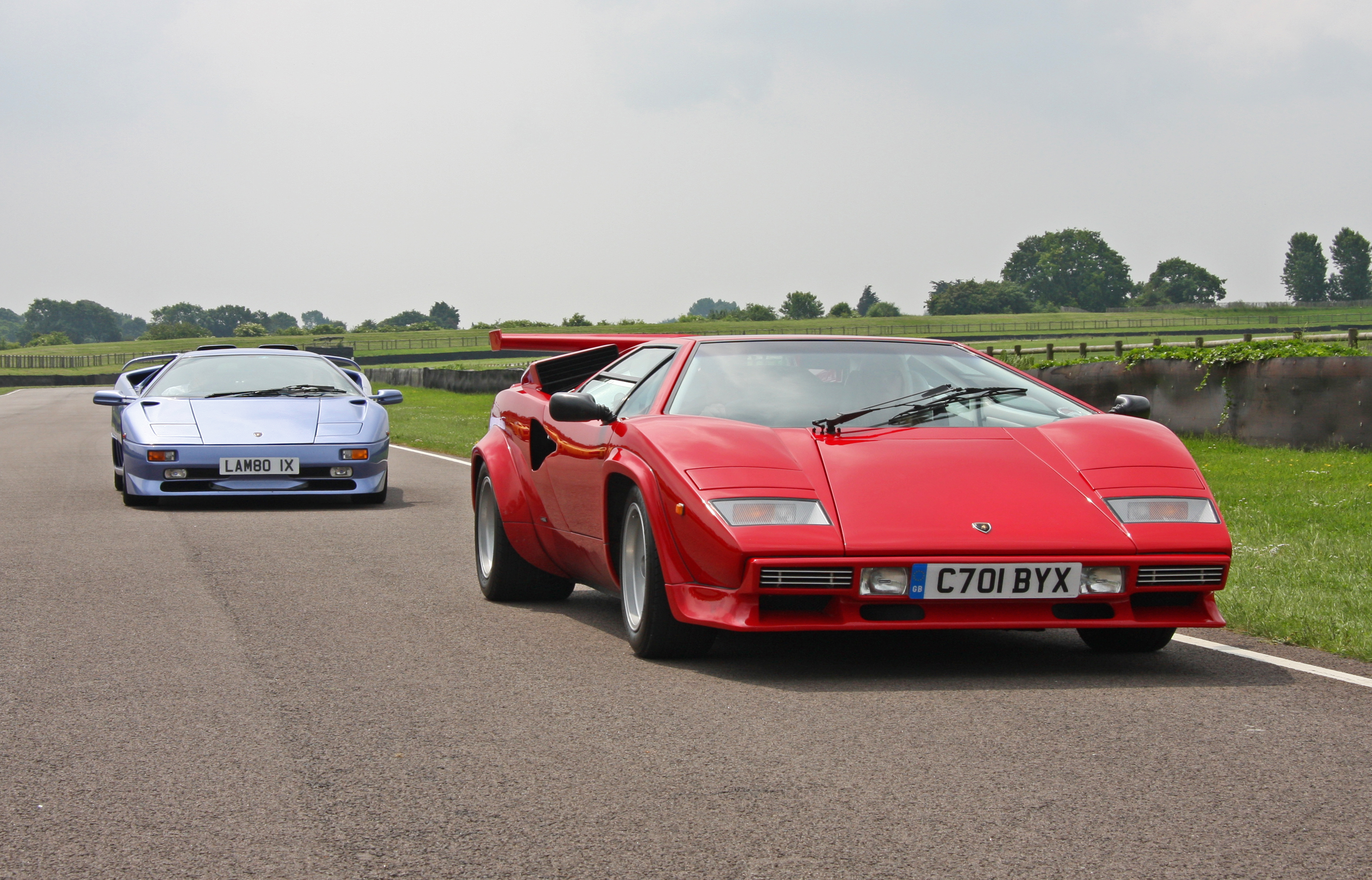
La Diablo (sullo sfondo) prende il nome da un toro leggendario, mentre la Countach (in primo piano) rompe la tradizione dei nomi riferiti alla corrida.

Le eccezioni a questa tradizione furono poche ma significative:  (kʊŋˈtɑtʃ), un'esclamazione di stupore del dialetto piemontese che Nuccio Bertone pronunciò quando vide per la prima volta il prototipo della vettura. LM002 (acronimo Lamborghini Militare) e Silhouette (dal nome della famosa categoria da competizione del tempo) sono altri esempi della breve rottura della tradizione.
Se la Miura fu il primo grande successo della Lamborghini, fu la futuristica Countach ad introdurre la linea a cuneo, tesa e spigolosa, a volume unico. Il suo profilo senza soluzione di continuità fra cofano anteriore e parabrezza, con l'abitacolo fortemente sbalzato in avanti, caratterizzò tutte le Lamborghini sportive da allora in poi. Sempre sulla Countach fecero la comparsa le scomode ma iconiche porte ad apertura parallela a forbice, anch'esse presenti in tutte le future ammiraglie. Questo sistema è talmente caratteristico che negli Stati Uniti vengono comunemente chiamate Lamborghini style doors. E fu ancora la Countach a proporre per prima su una vettura stradale gli ampi e vistosi alettoni posteriori, allora più estetici che funzionali. Un altro elemento di riconoscibilità furono le ruote lenticolari a cinque fori, il cui stile comparve sul prototipo Bravo nel '74 e fu dismesso solo a metà degli anni duemila.

## Attività sportiva
Contrariamente a gran parte dei costruttori da auto sportive, per i quali le competizioni rappresentano un ottimo veicolo promozionale, per lungo tempo la Lamborghini Automobili non partecipò direttamente a nessuna manifestazione sportiva; tale scelta fu determinata tanto dagli ingenti costi richiesti per queste attività quanto da una precisa visione imprenditoriale del suo fondatore Ferruccio Lamborghini, per il quale le corse non erano consone all'immagine di automobili pratiche e confortevoli, benché velocissime, che intendeva costruire. Ciò in aperto contrasto con alcune delle figure chiave dell'azienda. La Miura era stata creata con le caratteristiche di un'auto da competizione, Dallara lasciò la casa proprio per seguire l'offerta di DeTomaso di dirigere la sua nuova squadra Formula Uno e Wallace, infine, lavorò alacremente su versioni speciali (Miura Jota, Jarama Rally e Urraco Rally) con l'intento, mai realizzato, di farle correre.

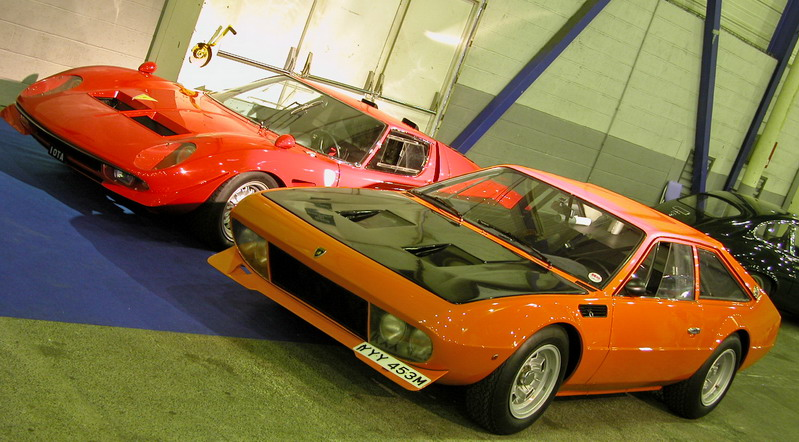
Le "creature" di Wallace: Miura Jota e Jarama Rally

Di fatto, per oltre vent'anni le uniche occasioni di vedere le auto bolognesi in circuito si dovettero all'iniziativa personale dei clienti della Lamborghini i quali gareggiavano privatamente con le loro auto personali regolarmente acquistate: fra questi si possono ricordare Gerhard Mitter, Marcello Gallo e soprattutto il francese Paul Rilly. La Islero del pilota francese fu la prima Lamborghini iscritta e qualificata, nel 1973, alla celebre 24 Ore di Le Mans, ma non corse a causa di un singolare episodio. Nelle prove Rilly non ottenne un tempo sufficiente alla qualificazione, ma venne riammesso alla gara a causa della defezione di alcuni piloti che l'avevano preceduto. Sfortunatamente, la notizia arrivò quando Rilly aveva già abbandonato il circuito e trovandosi in viaggio non fu possibile comunicargliela.

### Raid e Gruppo C
Le prime iniziative ufficiali della Lamborghini nel settore agonistico risalgono solo al 1985, con la nomina di Marmiroli a direttore tecnico. L'ingegnere volle con sé Daniele Audetto, in passato direttore sportivo della scuderia Ferrari. Al rallista Sandro Munari fu invece dato il compito di sviluppare e pilotare una versione speciale della LM002 per partecipare alla Parigi Dakar, ma disputò solo il Rally dei Faraoni. Alla Portman, concessionaria britannica della Lamborghini, fu affidata la costruzione di una vettura di Gruppo C per Le Mans e il mondiale prototipi del 1986. La Countach QVX, motorizzata con il V12 della casa e condotta da Tiff Needell e Mauro Baldi, partecipò solo alla 500 km di Kyalami, dopo di che il programma fu soppresso per la carenza di fondi necessari allo sviluppo. L'esperienza nel Gruppo C fu ripresa cinque anni dopo quando alla Konrad KM-011 vennero forniti motori 3,5 litri e supporto ufficiale, ma anche in questo caso il progetto fu annullato dopo sole quattro gare per la scarsità di finanziamenti riservatigli e per l'ormai prossima soppressione del mondiale Endurance.

### Formula Uno

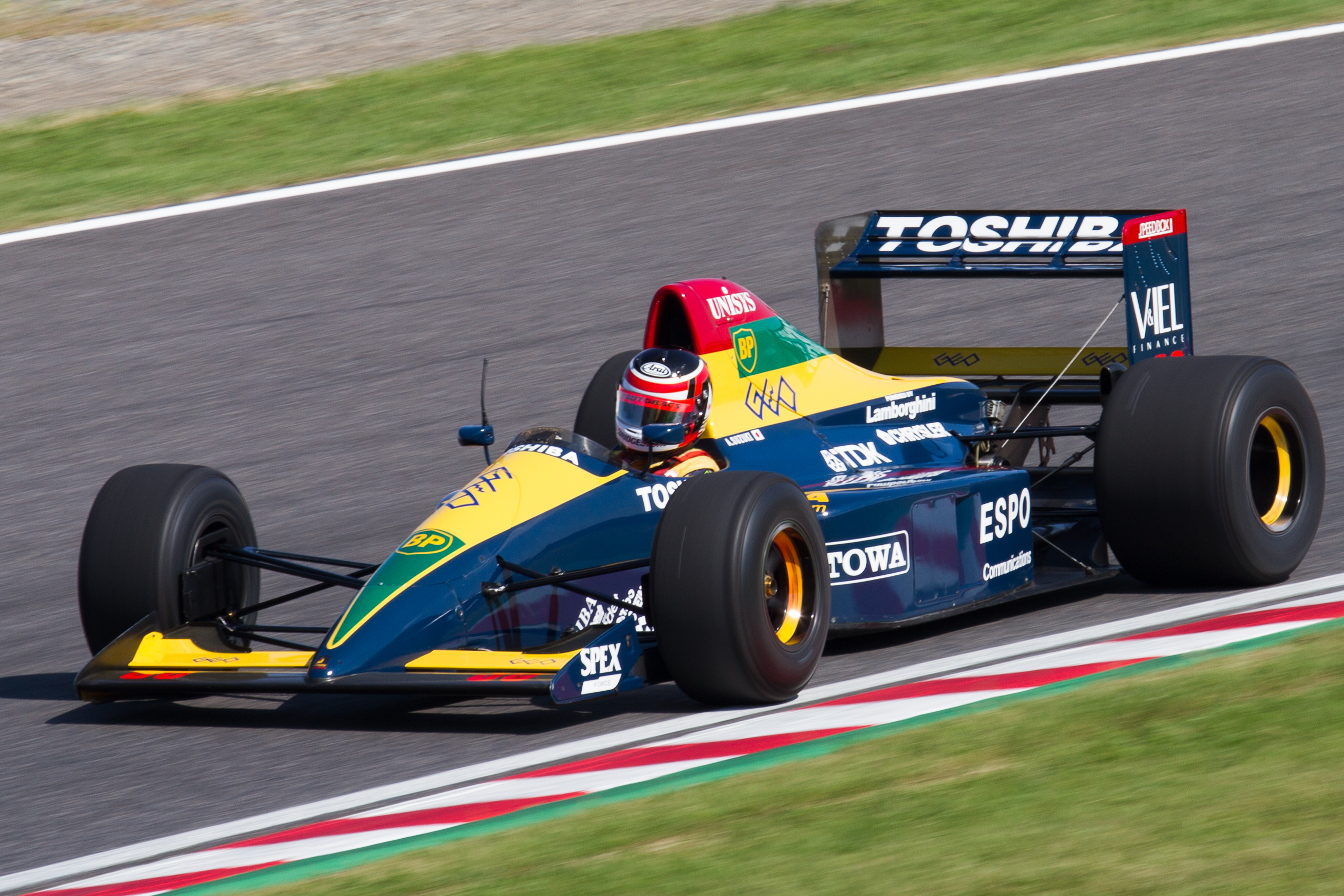
Aguri Suzuki sulla Lola-Larrousse LC90

Con l'avvento della Chrysler fu varato un programma per la partecipazione al mondiale di Formula Uno. Allo scopo venne fondata a Modena una divisione separata, la Lamborghini Engineering, con Audetto alla presidenza e Mauro Forghieri alla direzione tecnica. Si optò per la costruzione di un motore V12, chiamato LE3512, da fornire a squadre con maggiore esperienza. Nel 1989 equipaggiò le auto del Team Larrousse, guidate da Philippe Alliot e Yannick Dalmas (poi sostituito durante l'anno da Michele Alboreto), mentre nel '90 fu fornito anche alla Lotus per le vetture di Derek Warwick e Martin Donnelly.

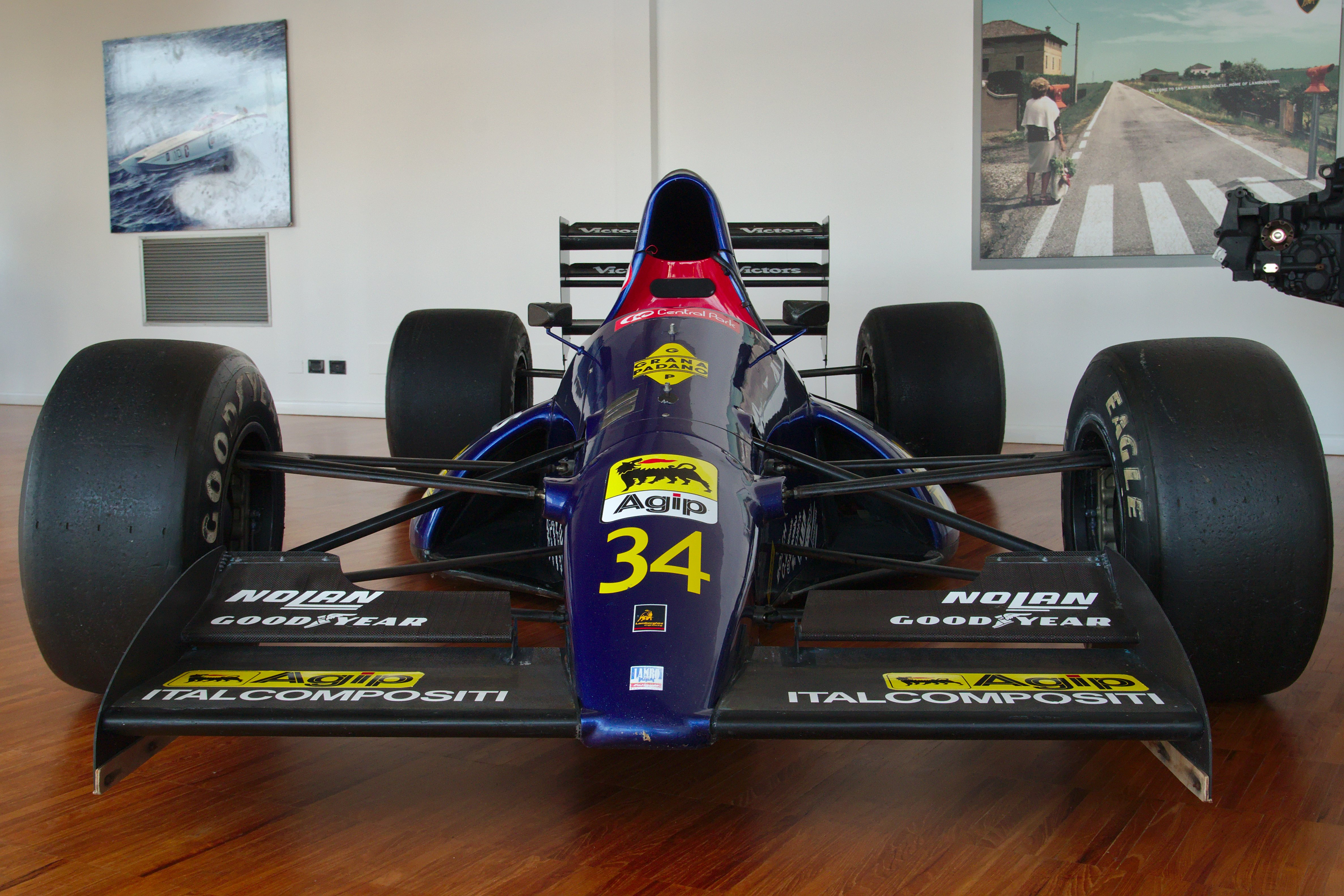
La Lambo 291 del Modena Team

Quell'anno terminò con la Larrousse al sesto posto nel campionato costruttori e arrivò anche il primo podio per il motore Lamborghini, con Aguri Suzuki terzo in Giappone. Nel '91, con Lotus e Larrousse in piena crisi e costrette a rinunciare, i motori Lamborghini furono forniti alle Ligier di Érik Comas e Thierry Boutsen, ma i risultati furono deludenti. In pista scese anche la prima Formula Uno interamente costruita dalla Lamborghini, la Lambo 291. Per portarla in gara fu anche fondata un'apposita squadra corse, denominata Modena Team. Le vetture pilotate da Nicola Larini ed Eric van de Poele non ottennero punti e il progetto fu chiuso a fine stagione a causa della scarsità di finanziamenti.
L'anno successivo i motori furono nuovamente forniti alla Larrousse e alla italiana Minardi che complessivamente ottennero due punti durante la stagione e nel '93 alla sola squadra francese che ne guadagnò tre. Nel corso di quell'anno il motore venne provato sulle McLaren di Senna e Häkkinen e i risultati soddisfacenti portarono a un'intesa preliminare per la stagione successiva, ma la scuderia inglese troncò unilateralmente l'accordo con un improvviso ripensamento. La Lamborghini lamentò di avere sostenuto da sola tutte le spese per aggiornare il motore e per adattarlo alla monoposto britannica. La delusione per il mancato accordo, insieme ai risultati non eccezionali fin lì raggiunti, fu probabilmente la causa del ritiro della Lamborghini a fine 1993.

### Motonautica

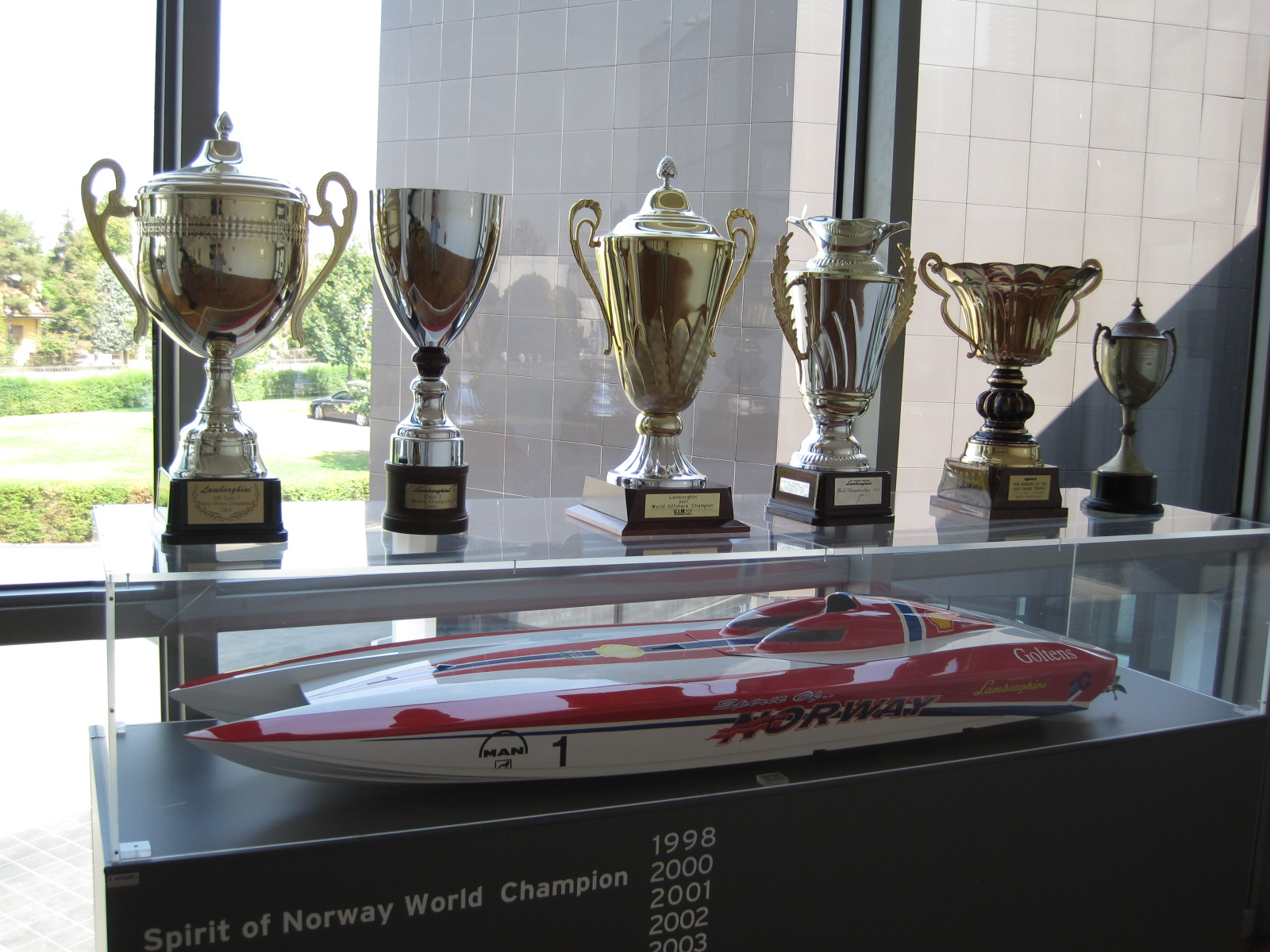
Trofei al Museo Lamborghini

Uno dei primi progetti curati da Marmiroli era un motore V12 da 7 litri destinato a equipaggiare la Countach e che era anche stato testato su una possibile evoluzione del fuoristrada LM002 (il prototipo fu chiamato LM004). Questo motore non fu mai utilizzato su auto di produzione ma ne venne ricavato, tramite l'aumento di cilindrata a 8.200 cc, un potente propulsore marino che venne montato su motoscafi offshore di classe C1. Con questo motore, Il 25 novembre 1994 Norberto Ferretti e Luca Ferrari conquistarono il primo titolo mondiale per la casa bolognese. In seguito le imbarcazioni motorizzate Lamborghini vinsero altri nove campionati mondiali, dal 1997 al 1999 e dal 2001 al 2006.

### Trofei monomarca e campionati Gran Turismo
Nel 1996 debuttò il primo trofeo riservato alla Diablo SV-R, versione da competizione della vettura bolognese sviluppata in pista da Munari, Luigi Moccia e il francese Jean-Luc Chéreau. L'organizzazione del Diablo Supertrofeo fu affidata a Stéphan Ratel, ideatore del campionato BPR e del mondiale FIA GT. Nei tre anni successivi l'evento fu disputato utilizzando la nuova Diablo 6.0 GTR.

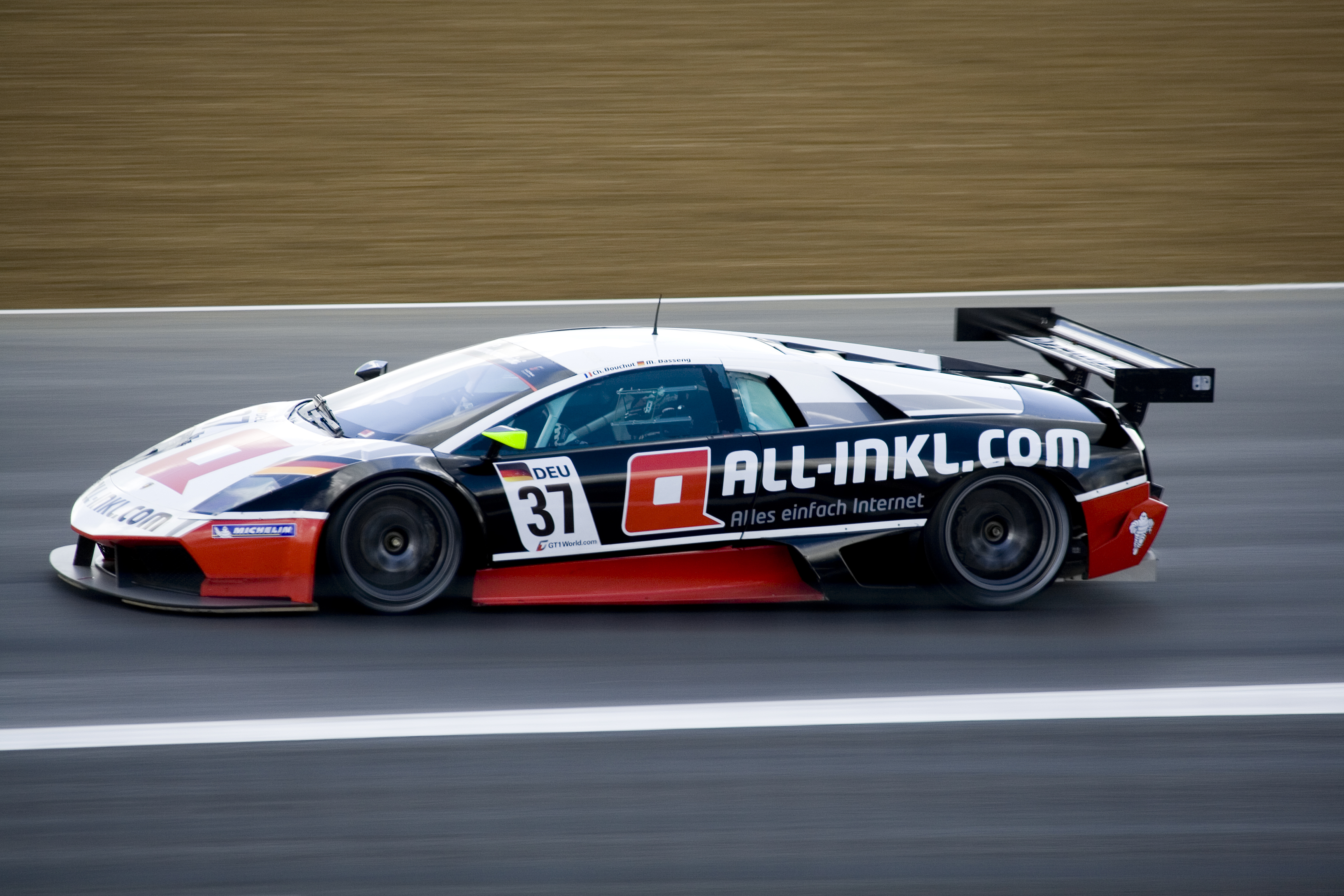
Una Murciélago SV-R in gara

Anche con la gestione Audi l'impegno nelle competizioni venne dedicato alle derivate di serie, che richiedono investimenti minori, fidelizzano la clientela e generano utili (poiché le auto vengono vendute a squadre o piloti). Venne creata un'apposita struttura in Baviera, la Reiter Engineering, che con il supporto della casa madre e di Audi Sport trasformava le auto di serie in vetture da competizione. Primo frutto di questo programma fu la Murciélago R-GT, omologata nella classe GT1 dei campionati FIA GT, Le Mans Series, Japan Super GT e American Le Mans Series.
Nel 2006 la R-GT del team All-Inkl.com Racing pilotata da Christophe Bouchut e Stefan Mücke trionfò a Zhuhai nel campionato FIA GT, ottenendo, 43 anni dopo la sua fondazione, la prima storica vittoria di una Lamborghini in una gara di campionato mondiale. Per la classi GT2 e GT3 la Reiter Engineering ha sviluppato a partire dal 2006 le versioni della Gallardo da competizione LP520 GT3, LP560 GT3, LP560 GT2, LP600, LP600+, LP560 GT3 FL2 e LP600+ FL2 oltre al kit di aggiornamento LP520 GT3 “Evo”. Tutte le auto assemblate dalla Reiter Engineering sono a sola trazione posteriore per esigenze regolamentari.
Nel 2009 venne ripristinato il trofeo monomarca, stavolta riservato alla Gallardo LP560-4 a trazione integrale. Dopo varie evoluzioni, attualmente (2014) la formula prevede tre divisioni continentali (Europa, America e Asia) e la finale mondiale. Il 14 agosto 2014 è stata presentata al Monterey Car Week la nuova Huracan LP620-2 Supertrofeo, direttamente sviluppata internamente dalla casa in collaborazione con la Dallara Engineering per sostituire la Gallardo. Si tratta della prima Lamborghini destinata al trofeo monomarca con la sola trazione posteriore, quindi già predisposta per l'omologazione FIA.

## Assetto societario e risultati commerciali

### Struttura
Dal 1º luglio 2011 Automobili Lamborghini Spa, Lamborghini AntiMarca Spa e STAR Design Srl sono state fuse in Automobili Lamborghini Holding Spa, a sua volta rinominata in Automobili Lamborghini Spa, interamente controllata da AUDI AG. Alla Automobili Lamborghini SpA appartengono quattro principali sussidiarie: Ducati Motor Holding Spa, Italdesign Giugiaro Spa, MML Spa (Motori Marini Lamborghini) e Volkswagen Group Italia SpA (ex Autogerma SpA).
Dalla sua fondazione fino al 2002, prima del lancio della Gallardo, la Lamborghini produceva mediamente 300 veicoli all'anno; dal 2004 in poi la media di vetture costruite è stata superiore a 1.800 unità. Durante la crisi mondiale del 2008 le vendite subirono flessioni prossime al 50%, per poi risalire ai livelli precedenti solo nel 2012. Nel 2014 le vendite della Lamborghini sono equamente distribuite fra Europa, Medio oriente e Africa (34%), America (36%); Asia e Oceania (30%). Della Aventador sono stati venduti 447 esemplari nel 2011, 976 nel 2012 e 1.113 nel 2013. Nel 2013 sono state complessivamente vendute 2.122 automobili, contro le 2.197 dell'anno precedente.
Nel 2019 sono state complessivamente vendute 8.205 automobili, contro le 6.571 del 2018. Nel 2020 sono state consegnate 7.430 auto (4.391 Urus, 2.193 Huracán, e 846 Aventador).

### Unità prodotte
Per vendite i mercati più importanti nel 2004 per le auto sportive Lamborghini erano gli Stati Uniti (41%), Germania (13%), Gran Bretagna (9%) e Giappone (8%). Prima del lancio della Gallardo nel 2003, Lamborghini produceva circa 400 veicoli all'anno; nel 2011 Lamborghini ha prodotto 1 711 veicoli.
Unità prodotteAnno0200040006000800010.000199620012006201120162021Unità prodotte
Fonti:

## Modelli di produzione
| Nome       | Periodo   | Unità prodotte | Motore                                                         | Potenza massima |
| ---------- | --------- | -------------- | -------------------------------------------------------------- | --------------- |
| 350 GT     | 1964–1966 | 131            | V12 3.464 cc                                                   | 280 CV          |
| 400 GT     | 1966–1968 | 247            | V12 3.929 cc                                                   | 320 CV          |
| Miura      | 1966–1973 | 764            | V12 3.929 cc                                                   | 350 CV          |
| Espada     | 1968–1978 | 1310           | V12 3.929 cc                                                   | da 325 a 350 CV |
| Islero     | 1968–1969 | 225            | V12 3.929 cc                                                   | da 320 a 350 CV |
| Jarama     | 1970–1976 | 327            | V12 3.929 cc                                                   | da 350 a 365 CV |
| Urraco     | 1973–1979 | 791            | V8 1.994 cc (L240) V8 2.463 cc (L240) V8 2.996 cc (L302)       | da 175 a 260 CV |
| Countach   | 1974–1990 | 2049           | V12 3.929 cc (L406) V12 4.754 cc (L507) V12 5.167 cc (L507 V4) | da 353 a 455 CV |
| Silhouette | 1976–1979 | 52             | V8 2.996 cc (L302)                                             | 260 CV          |
| Jalpa      | 1981–1988 | 420            | V8 3.485 cc (L353)                                             | 247 CV          |
| LM 002     | 1986–1993 | 328            | V12 5.167 cc (L503)                                            | 450 CV          |
| Diablo     | 1990–2001 | 2903           | V12 5.707 cc (L522) V12 5.992 cc (L522)                        | da 492 a 595 CV |
| Murciélago | 2001–2010 | 4099           | V12 6.192 cc (L535) V12 6.498 cc (L537)                        | da 580 a 670 CV |
| Gallardo   | 2003–2013 | 14022          | V10 4.961 cc (07L) V10 5.204 cc (CEH)                          | da 500 a 570 CV |
| Aventador  | 2011–2022 | 11.465         | V12 6.498 cc (L539)                                            | da 700 a 780 CV |
| Huracán    | dal 2014  | in produzione  | V10 5.204 cc                                                   | da 580 a 640 CV |
| Urus       | dal 2018  | in produzione  | V8 4.000 cc                                                    | da 650 a 666 CV |
| Revuelto   | dal 2023  | in produzione  | V12 6.498 cc + 3 motori elettrici                              | 1015 CV         |
| Temerario  | dal 2024  | in produzione  | V8 3.995 cc + 3 motori elettrici                               | 920 CV          |

## Prototipi, fuoriserie e serie limitate
| Nome                      | Data | Tipo             | Presentazione                  | Design                              | Motore                            | Esemplari   |
| ------------------------- | ---- | ---------------- | ------------------------------ | ----------------------------------- | --------------------------------- | ----------- |
| 350 GTV                   | 1963 | show car         | Salone di Torino               | Giorgio Prevedi e Franco Scaglione  | V12 3.464 cc                      | 1+1 mock-up |
| 350 GTS                   | 1965 | show car         | Salone di Torino               | Touring                             | V12 3.464 cc                      | 2           |
| Lamborghini 3500 GTZ      | 1965 | fuoriserie       | Salone di Londra               | Ercole Spada per Zagato             | V12 3.929 cc                      | 2           |
| Flying Star II            | 1966 | show car         | Salone di Torino               | Touring                             | V12 3.464 cc                      | 1           |
| 400 GT Monza              | 1966 | fuoriserie       | Salone di Barcellona           | Neri e Bonacini                     | V12 3.929 cc                      | 1           |
| Marzal                    | 1967 | show car         | Salone di Ginevra              | Marcello Gandini per Bertone        | L6 1.964 cc                       | 1           |
| Countach LP500            | 1971 | prototipo        | Salone di Ginevra              | Marcello Gandini per Bertone        | V12 5.971 cc (L500)               | 1           |
| Bravo                     | 1974 | prototipo        | Salone di Torino               | Marcello Gandini per Bertone        | V8 2.996 cc (L302)                | 1           |
| Cheetah                   | 1977 | prototipo        | Salone di Ginevra              | Rodney Pharis per M.T.I.            | Chrysler V8 5.898 cc              | 1           |
| Faena                     | 1978 | show car         | Salone di Torino               | Pietro Frua                         | V12 3.929 cc                      | 1           |
| Athon                     | 1980 | show car         | Salone di Torino               | Bertone                             | V8 2.996 cc (L302)                | 1           |
| LM001                     | 1981 | prototipo        | Salone di Ginevra              | Lamborghini                         | AMC V8 5.896 cc                   | 1           |
| Marco Polo                | 1982 | show car         | Motor Show di Bologna          | Italdesign                          | senza motore                      | 1           |
| LM003                     | 1982 | prototipo        | annunciata                     | Lamborghini                         | VM L5 3.590 cc Diesel             | 1           |
| LM004                     | 1984 | prototipo        | annunciata                     | Lamborghini                         | V12 7.257 cc                      | 1           |
| P132                      | 1986 | prototipo        | annunciata                     | n/d                                 | n/d                               | 3           |
| Countach Evoluzione       | 1987 | prototipo        | annunciata                     | Lamborghini                         | V12 5.167 cc                      | 1           |
| Portofino                 | 1987 | show car         | Salone di Francoforte          | Kevin Verduyn per Chrysler          | V8 3.485 cc (L353)                | 1           |
| Bertone Genesis           | 1988 | show car         | Salone di Torino               | Marc Deschamps per Bertone          | V12 5.167 cc                      | 1           |
| P140                      | 1989 | prototipo        | annunciata                     | Marcello Gandini                    | V10 3.961 cc                      | 1           |
| Diablo Roadster Prototype | 1992 | prototipo        |                                |                                     |                                   | 1           |
| Calà                      | 1995 | show car         | Salone di Ginevra              | Italdesign                          | V10 3.961 cc                      | 2           |
| Raptor                    | 1996 | show car         | Salone di Ginevra              | Zagato                              | V12 5.992 cc (L522)               | 1           |
| P147 Acosta               | 1998 | prototipo        | annunciata                     | Marcello Gandini                    | senza motore                      | 1           |
| P147 Canto                | 1998 | prototipo        | annunciata                     | Nori Harada per Zagato              | V12 5.992 cc (L522)               | n/d         |
| Pregunta                  | 1998 | prototipo        | Salone di Ginevra              | Marc Deschamps - Heuliez Torino     | V12 5.707 cc                      | 1           |
| Concept S                 | 2005 | show car         | Salone di Ginevra              | Luc Donckerwolke per Lamborghini CS | V10 4.961 cc (07L)                | 1+1 statico |
| Miura Concept             | 2006 | show car         | Paley Center for Media, (L.A.) | Walter de Silva per Lamborghini CS  | senza motore                      | 1           |
| Reventón                  | 2007 | serie limitata   | Salone di Francoforte          | Lamborghini Centro Stile            | V12 6.498 cc (L537)               | 20          |
| Estoque                   | 2008 | show car         | Salone di Parigi               | Lamborghini Centro Stile            | V10 5.204 cc (CEH)                | 1           |
| Reventón Roadster         | 2009 | serie limitata   | Salone di Francoforte          | Lamborghini Centro Stile            | V12 6.498 cc (L537)               | 9           |
| Sesto Elemento            | 2010 | serie limitata*  | Salone di Parigi               | Lamborghini Centro Stile            | V10 5.204 cc (CEH)                | 20          |
| Aventador J               | 2012 | fuoriserie       | Salone di Ginevra              | Lamborghini Centro Stile            | V12 6.498 cc (L539)               | 1           |
| Urus                      | 2012 | show car         | Salone di Beijing              | Lamborghini Centro Stile            | n/d                               | 1           |
| Veneno                    | 2012 | serie limitata   | Salone di Ginevra              | Lamborghini Centro Stile            | V12 6.498 cc (L539)               | 3           |
| Veneno Roadster           | 2013 | serie limitata   | Cavour a Dubai                 | Lamborghini Centro Stile            | V12 6.498 cc (L539)               | 9           |
| Egoista                   | 2013 | show car         | Giro d'Italia                  | Walter de Silva per Lamborghini CS  | V10 5.204 cc (CEH)                | 1           |
| 5-95                      | 2014 | fuoriserie       | annunciata                     | Zagato                              | V10 5.204 cc (CEH)                | 1           |
| Asterion                  | 2014 | show car         | Salone di Parigi               | Lamborghini Centro Stile            | V10 5.204 cc + 3 motori elettrici | 1           |
| Centenario                | 2016 | serie limitata   | Salone di Ginevra              | Lamborghini Centro Stile            | V12 6.498 cc (L539)               | 20          |
| Centenario Roadster       | 2016 | serie limitata   | annunciata                     | Lamborghini Centro Stile            | V12 6.498 cc (L539)               | 20          |
| Terzo Millennio           | 2017 | show car         | EmTech conference              | Lamborghini Centro Stile            | Elettrico                         | 1           |
| Lambo V12 Vision GT       | 2020 | concept virtuale | Gran Turismo Sport             | Lamborghini Centro Stile            | V12 Hybrid                        | 1           |
| Sián                      | 2020 | serie limitata   | Salone di Ginevra              | Lamborghini Centro Stile            | V12 6.498 cc (L539) + Elettrico   | 63          |
| SC18 Alston               | 2020 | one-off          | annunciata                     | Lamborghini Centro Stile            | V12 6.498 cc (L539)               | 1           |
| Essenza SCV12             | 2020 | serie limitata   | annunciata (Asphalt 9)         | Lamborghini Centro Stile            | V12 6.498 cc (L539)               | 40          |
| SC20                      | 2021 | one-off          | annunciata                     | Lamborghini Centro Stile            | V12 6.498 cc (L539)               | 1           |
| Countach                  | 2021 | serie limitata   | Monterey Car Week              | Lamborghini Centro Stile            | V12 6.498 cc (L539) + Elettrico   | 112         |
| Lanzador                  | 2023 |                  | annunciata                     | Lamborghini Centro Stile            | V12 Hybrid 1                      | 1           |
| Auténtica                 | 2023 | one-off          | annunciata                     | Lamborghini Centro Stile            | V12 6.498 cc (L539)               | 1           |
| Invencible                | 2023 | one-off          | annunciata                     | Lamborghini Centro Stile            | V12 6.498 cc (L539)               | 1           |

## Licenze e musei

### Automóviles Lamborghini Latinoamérica
Automóviles Lamborghini Latinoamérica S.A de CV (Lamborghini Automobiles of Latin America Public Limited Company) è un distributore e produttore autorizzato di veicoli e prodotti a marchio Lamborghini in America Latina e Sud America.
Nel 1995, la società indonesiana MegaTech, all'epoca proprietaria della Lamborghini, stipulò accordi di distribuzione e licenza con l'uomo d'affari messicano Jorge Antonio Fernandez Garcia. Gli accordi conferiscono ad Automóviles Lamborghini Latinoamérica S.A de CV la distribuzione esclusiva di veicoli Lamborghini e prodotti di marca in America Latina e Sud America. In base agli accordi, Automóviles Lamborghini è anche autorizzata a produrre veicoli Lamborghini e commercializzarli in tutto il mondo con il marchio Lamborghini.
Automóviles Lamborghini ha prodotto due versioni rinnovate della Diablo chiamate Eros e Coatl. Nel 2015, Automóviles Lamborghini ha trasferito i diritti di proprietà intellettuale alla fondazione Coatl (camera di commercio n. 63393700) nei Paesi Bassi al fine di garantire questi diritti e renderli più commerciabili. La società ha annunciato la produzione di un motoscafo chiamato Lamborghini Glamour.

### Museo Lamborghini

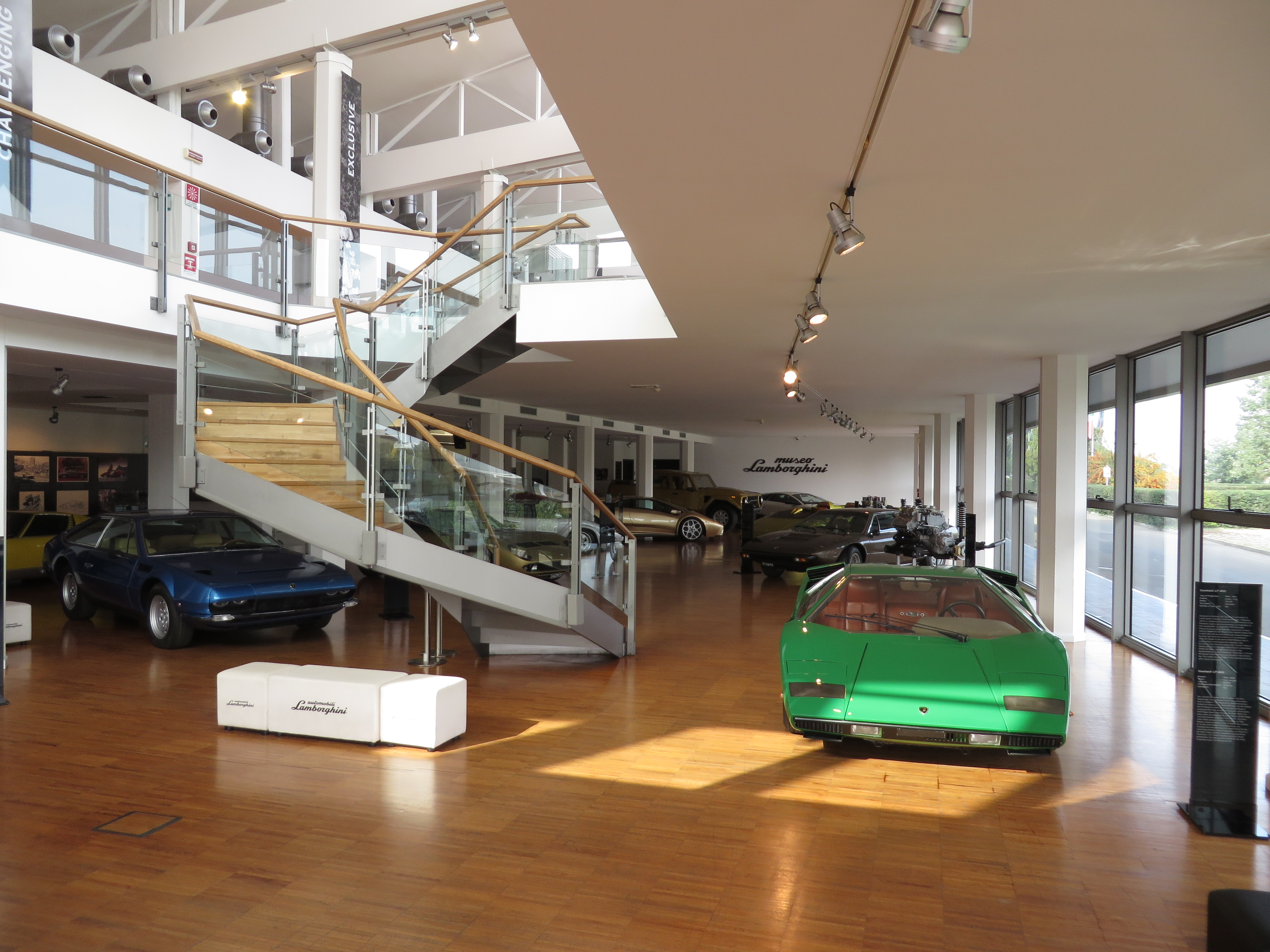
Museo Lamborghini

Il Museo Lamborghini è un museo a due piani, attaccato al quartier generale Lamborghini e copre la storia delle auto Lamborghini e dei veicoli utilitari sportivi, in mostra con una varietà di modelli moderni e vintage. Il museo utilizza mostre di automobili, motori e foto per fornire una storia e rivedere importanti pietre miliari della Lamborghini.

### Museo Ferruccio Lamborghini
Il Museo Ferruccio Lamborghini incentrato su Ferruccio Lamborghini è ubicato in una struttura di 800 metri quadrati, ospita diverse auto, prototipi industriali, oggetti personali e foto di famiglia dei primi anni di vita di Ferruccio.